# Heinz Schütte (Soziologe)

Heinz Schütte Amarapura Februar 2020

Heinz Schütte mit seiner Frau in Paris (2024)

Heinz Schütte  (* 5. Juli 1937 in Dortmund) ist ein deutscher Soziologe, Hochschullehrer und Autor. Schwerpunkt seiner Veröffentlichungen ist Südostasien.

## Werdegang
Heinz Schütte studierte in Freiburg i. Br. und Köln Wirtschafts-, Sozialwissenschaften und Germanistik mit dem Abschluss als Diplom-Handelslehrer und einer Diplomarbeit über den Einfluss sozio-kultureller Faktoren auf die wirtschaftliche Entwicklung Japans bei Alfred Müller-Armack. Er wurde Forschungsassistent in der Arbeitsstelle für kulturwissenschaftliche Forschung in Freiburg, dem späteren Arnold-Bergstraesser-Institut und setzte nach dem Tod des Institusgründers 1964 seine Untersuchungen fort im Soziologischen Institut der Universität Kiel, wo er 1968 bei Paul Trappe mit einer Dissertation über die Rolle der Genossenschaften im Industrialisierungsprozess promovierte. Nach genossenschaftlicher, kulturwissenschaftlicher und soziologischer Forschungsarbeit und Beratungstätigkeit für politische Stiftungen in Ost- und Westafrika lehrte er von 1969 bis 1980  an der La Trobe University in Melbourne, Australien, Soziologie. Nach Recherchen in Papua-Neuguinea erschloss er sich Länder des südostasiatischen Raums, so Vietnam, Indonesien und Myanmar (Birma).
In den Folgejahren nahm er Lehraufträge in Paris, Hamburg, Frankfurt am Main und Bremen sowie visiting fellowships in Canberra und Hongkong wahr. Sein Interesse gilt dem Zusammentreffen von konträren Gesellschaftsformen, dem Aufbegehren der kolonial Unterworfenen und der Herausbildung von Synkretismen als kulturell-politischen Rettungsankern sowie Grenzgängern, die zwischen Sprachen und nationalen Dogmen vermittelnd hin- und hergehen. In seinen ethno-historischen Arbeiten versucht er, die Welt durch die Augen der Anderen zu sehen, wobei der Forschende sich als ein Lernender in die jeweilige Geschichte einbringt und sich letztlich im Anderen als Möglichkeit des eigenen Ich erkennt.
Er veröffentlichte zahlreiche Bücher und Essays über Geschichte, Politik und Kultur von Ländern Südost-Asiens und Ozeaniens. In Papua-Neuguinea stand das Spannungsfeld von christlicher Mission und Kolonialismus im Vordergrund. In Vietnam ging er u. a. den Spuren deutscher und österreichischer antifaschistischer Intellektueller nach, die sich dem antikolonialen Widerstand des Viet Minh anschlossen und enge Mitarbeiter von Ho Chi Minh und Vo Nguyen Giap wurden, bevor die Revolution sie als lästige Kritiker bürokratischer und ideologischer Verhärtungen verstieß. Aus dem Zusammentreffen mit dem deutsch-indonesischen Jesuiten Magnis-Suseno entstand dessen Biographie im Kontext der neueren Geschichte des Inselreiches. Heinz Schütte erkundete in Zusammenarbeit mit dem Goethe-Institut in Myanmar die Kulturgeschichte Yangons und Mandalays sowie die Entstehungsgeschichte der Retorten-Hauptstadt Naypyitaw.
Seit 1980 lebt er, verheiratet mit der Romanistin Marie-France Schütte, in Paris.

## Publikationen (Auswahl)

### Monografien
- Die Rolle der Genossenschaften bei der Industrialisierung. (= Schriftenreihe des Forschungsinstituts der Friedrich-Ebert-Stiftung. Band 86). Hannover 1971.
- Koloniale Kontrolle und christliche Mission – Überlegungen zu gesellschaftlicher Transition in Neu Guinea, Wien 1986.
- Der Ursprung der Messer und Beile. Gedanken zum zivilisatorischen Projekt rheinischer Missionare im frühkolonialen Neuguinea. Hamburg 1995, ISBN 3-931567-01-X.
- mit Renate Sternagel: Der Naturforscher Franz Junghuhn (1809–1864) - Zur 200sten Wiederkehr seines Geburtstages. Leipzig 2009, ISBN 978-3-86583-431-7.
- Zwischen den Fronten – Deutsche und österreichische Überläufer zum Viet Minh. (= Berliner Südostasien-Studien. Band 6). Berlin 2006, ISBN 3-8325-1312-4,  2. Aufl. 2007
- Fünfzig Jahre danach – Hundert Blumen in Vietnam 1954–1960. Berlin 2010, ISBN 978-3-940132-12-3.
- Hanoi, eine nachsozialistische Moderne: Betrachtungen, Impressionen, Reflexionen. Berlin 2010, ISBN 978-3-940132-23-9.
- Dialog, Kritik, Mission – Franz Magnis-Suseno, ein indonesischer Jesuit aus Deutschland. Berlin 2013, ISBN 978-3-940132-61-1.
- Yangon – Ein historischer Versuch. Berlin 2017, ISBN 978-3-940132-94-9.
- mit Wolfgang Bellwinkel (Fotografie): Naypyitaw – An Approach. Hg. Friedrich Ebert-Stiftung und Goethe-Institut. Yangon 2018, ISBN 978-3-00-061640-2.
- Naypyitaw – Eine Annäherung. Berlin 2019, ISBN 978-3-947729-05-0
- Mandalay – Bulwark against Colonialism. Berlin 2022, ISBN 978-3-947729-60-9
- mit Wolfgang Bellwinkel (Fotografie): Vast Land, Photographs of Myanmar – Mandalay, Yangon, Naypyita - Drei Hauptstädte in Myanmar/Three Capitals in Myanmar, Stuttgart 2022. ISBN 978-3-96070-092-0.

### Aufsätze
- mit R. Bishop und D. B. Jones: Mataungan – Report on a film about ‘development’ and the Tolai people in Niugini. In: Cinéaste. New York 1972.
- Public Corporations and Development: The case of the Northern Nigerian Development Corporation. In: East Africa Journal. vol. IX, no. 4, Nairobi, April 1972.
- Tanzania – A model for Papua New Guinea? In: New Guinea. 1, Quarterly, Sydney, March-April 1972.
- The Six Day War of 1878: in the Bismarck Archipelago. In: The Journal of Pacific History. vol. XXIV/1, Canberra 1989.
- Topulu and his brothers – Aspects of societal transition in the Bismarck Archipelago of Papua New Guinea during the 1870s and 1880s. In: Journal de la Société des Océanistes. 1 + 2, Paris 1989.
- Stori bilong wanpela man nem bilong em Toboalilu, the death of Godeffroy’s Kleinschmidt and the perception of history. In: Pacific History. vol. 14, no. 3, Honolulu July 1991.
- Magie, Volkskultur, Synkretismen. In: Zeitschrift für Missionswissenschaft und Religionswissenschaft. 81. Jg., Heft 1, Münster 1997.
- Ritual, feast and politics in North Vietnam. On Kirsten Endres, Ritual, Fest und Politik in Nordvietnam, in: Tai Culture, vol. VI, no. 1 & 2, Berlin 2001
- Adelbert von Chamisso und die Südsee. In: Internationales Asienforum. Vol. 35, 2004, No. 3–4.
- L’irruption de l’économie de marché et la domestication de la ville du petit peuple. In: Péninsule. no. 51, 2005.
- Les Doktors germaniques dans le Viêt Minh, in: Études Vietnamiennes, No. 1-2005 (155).
- Hanoier Anmerkungen zu Brecht. In: Südostasien Magazin. Nr. 3, 2008.
- Aspects architecturaux de la transformation de Hanoi après le Dôi mói (1986): Contradiction, phantasmes, espoirs. In: Moussons. no. 13–14, Paris 2009.
- 30th September 1965 in Indonesia and its aftermath in French press reporting. In: Bernd Schaefer, Baskara Wardaya (Hrsg.): 1965 – Indonesia and the World / Indonesia dan Dunia. Jakarta 2013, ISBN 978-979-22-9872-7.
- Ein kleiner Fortschritt in kultureller Hinsicht -  Mission als Modernisierung. In: Saeculum – Jahrbuch für Universalgeschichte. 1. Halbband, 64. Jahrgang, 2014.
- Annäherungen an Indonesien. In: B. Damshäuser, M. Rottmann (Hrsg.): Wege nach und mit Indonesien – 16 Berichte und Reflexionen. Berlin 2015, ISBN 978-3-940132-69-7, S. 69–114.
- Hermetische Hauptstadt, hermetische Macht. In: Architektur + Technik, 44. Jg., 5/21. Zürich 2021.